# Thoracostoma crassidermum
Thoracostoma crassidermum är en rundmaskart som beskrevs av Allgen 1947. Thoracostoma crassidermum ingår i släktet Thoracostoma och familjen Leptosomatidae. Inga underarter finns listade i Catalogue of Life.